# Савино (Тамбовская область)
Савино — посёлок в Мучкапском районе Тамбовской области России. Входит в состав Кулябовского сельсовета.

## География
Посёлок находится в юго-восточной части Тамбовской области, в лесостепной зоне, в пределах Окско-Донской равнины, к востоку от реки Вороны, на расстоянии примерно 12 километров (по прямой) к юго-западу от рабочего посёлка Мучкапский, административного центра района. Абсолютная высота — 101 метр над уровнем моря.

### Климат
Климат умеренно континентальный, относительно сухой, с холодной продолжительной зимой и жарким летом. Среднегодовая температура воздуха — 4,5 °С. Средняя температура воздуха самого холодного месяца (января) — −11 °C (абсолютный минимум — −39 °C); самого тёплого месяца (июля) — 20,5 °C (абсолютный максимум — 40 °С). Среднегодовое количество атмосферных осадков варьирует в пределах от 400 до 450 мм. Продолжительность залегания снежного покрова составляет в среднем 134 дня.

### Часовой пояс
Посёлок Савино, как и вся Тамбовская область, находится в часовой зоне МСК (московское время). Смещение применяемого времени относительно UTC составляет +3:00.

## Население
Список населенных мест Тамбовской губернии (по данным всесоюзной переписи 1926г.) Борисоглебский уезд. вып. 1., изд. Тамбовский губернский статистический отдел в селе Шапкино наличного населения: мужчин 75, женщин 76, всего обоего пола 151. В графе "Для населенных пунктов, возникших после 1917 г., год возникновения" - 1922.
| 2010 |
| ---- |
| 4    |

### Половой состав
По данным Всероссийской переписи населения 2010 года в гендерной структуре населения мужчины составляли 50 %, женщины — соответственно также 50 %.

### Национальный состав
Согласно результатам переписи 2002 года, в национальной структуре населения русские составляли 100 % из 18 чел.